# غابرييل تشارلز دونو
غابرييل تشارلز دونو (بالفرنسية: Gabriel-Charles Deneux)‏ هو رسام فرنسي، وُلد في 8 سبتمبر 1856 في باريس وتوفي في نفس المدينة في 8 نوفمبر 1943.

## حياته
التحق غابرييل تشارلز دونو بالمدرسة الوطنية العليا للفنون الجميلة في باريس، حيث كان تلميذًا لـجان ليون جيروم وألكسندر كابانيل. سافر إلى اليونان وصقلية باحثًا عن التقنيات القديمة في الرسم باستخدام الشمع الساخن وبيض البيض.
بدأ في عرض رسوماته في صالون باريس منذ عام 1880.
كان صهر المقاوم الفرنسي رينيه كينوي (1884-1945).